# Syzygium cumini
Syzygium cumini, coneguda com a pruna de Java o jambolan, és un arbre tropical de fulla perenne de la família de plantes amb flors Myrtaceae, i és apreciat per la seva fruita, la seva fusta i el seu ús ornamental. És originària del subcontinent indi i del sud-est asiàtic, incloent Myanmar, Sri Lanka, Bangla Desh i les illes Andaman. Pot assolir altures de fins a 30 metres i pot viure més de 100 anys. Com a planta de creixement ràpid, es considera una espècie invasora a moltes regions del món.
Syzygium cumini s'ha introduït a zones com ara illes dels oceans Pacífic i Índic, Austràlia, Hong Kong i Singapur.
L'arbre es va introduir a Florida i es cultiva habitualment a les regions tropicals i subtropicals de tot el món. Els seus fruits són menjats per diversos ocells autòctons i petits mamífers, com ara xacals, civets i ratpenats fruiters.
Va ser un dels arbres que es van importar a Espanya per l'Exposició Universal de Sevilla de 1992, i el 2020 encara n'hi havia a l'estació de les telecabines i al parc José Celestino Mutis.